# 왕식 (전한)
왕식(王式, ? ~ ?)은 전한 후기의 유학자로, 자는 옹사(翁思)이며, 동평국 신도현(新桃縣) 사람이다.

## 생애
서공(徐公)과 허생(許生)을 사사하였고, 창읍왕 유하의 스승이 되었다.
창읍왕이 소제의 뒤를 이어 황제가 되었다가 폐위된 후, 창읍나라에서 온 신하들은 모두 하옥되고 주살되었다. 오직 창읍중위 왕길과 창읍낭중령 공수만 예전에 창읍왕에게 자주 간언했었다 하여 살 수 있었다.
왕식 또한 하옥되고 죽게 되었다. 사자가 왕식에게 창읍왕에게 간언하는 글을 쓰지 않은 이유를 묻자, 왕식은 답하였다.
| “ | 신은 아침저녁으로 왕에게 《시경》 305편을 가르쳤는데, 충신·효자에 관한 편에 이르면 왕을 위하여 반복하여 외우지 않은 적이 없었습니다. 또한 위태로워져 정도를 잃은 군주의 이야기에 이르면, 왕을 위해 눈물을 흘리며 자세히 설명하지 않은 적이 없었습니다. 신은 305편으로 (왕에게) 간언하였기 때문에, 따로 간언하는 서신이 없습니다. | ” |

정상이 참작되어 목숨을 부지한 왕식은 고향으로 돌아갔고, 더는 아무도 가르치지 않았다. 장장안과 당장빈(唐長賓)·저소손이 찾아와 질문하였으나 답변을 거절하였다.
나중에 당장빈과 저소손은 박사의 제자로 선발되었다. 둘은 박사를 대면하는 자리에서 옷을 걷어올리며 들어오고, 예법이 심히 은근하였다. 박사가 시험 삼아 경전을 외게 하였는데, 모두 법도에 맞았고, 의심이 가는 부분은 입을 닫고 말하지 않았다. 감탄한 박사들이 스승을 묻자, 둘은 왕식이라고 답하였다. 박사들은 예전부터 왕식이 현명하다는 이야기를 들었기 때문에 모두 그를 천거하였고, 결국 왕식은 박사로 제수되었다.
왕식은 조정에 오면서, 자신은 형벌을 받았기 때문에 관을 쓸 수 없다며 옷만 갖추고 관은 쓰지 않았다. 도착한 후 여러 대부와 박사들은 술과 고기를 갖추어 왕식에게 대접하였다.

## 출전
- 반고, 《한서》 권88 유림전